# Suspicious Partner
Suspicious Partner (hangul: 수상한 파트너; rr: Susanghan Pateuneo; também conhecido como Love in Trouble) é uma telenovela sul-coreana exibida pela SBS entre 10 de maio e 13 de julho de 2017, estrelada por Ji Chang-wook, Nam Ji-hyun, Choi Tae-joon e Kwon Na-ra.

## Enredo
Sobre o promotor Noh Ji-wook (Ji Chang-wook), e o promotora Eun Bong-hee (Nam Ji-hyun), e como eles trabalham juntos em um caso misterioso envolvendo um assassino psicopata dissimulado Eles descobrem o quão profundamente conectados eles são pelo seu passado.

## Elenco

### Elenco principal
- Ji Chang-wook como Noh Ji-wook[4]
  - Oh Han-kyul e Son Sang-yeon como Ji-wook (jovem)

Um promotor no Ministério Público do Distrito de Sunho que acaba trocando de profissão para advogado particular. Ele abriga um trauma decorrente de um evento em sua infância envolvendo seus pais e primeiro amor. Bong-hee se apaixona por ele, embora inicialmente não retorne os sentimentos. Ele chega a aceitar seus sentimentos por ela e tenta conquistá-la novamente.
- Nam Ji-hyun como Eun Bong-hee
  - Choi Myung-bin como Bong-hee (jovem)

Estagiária de promotoria, advogada que foi atleta de Taekwondo em sua juventude. Um dia, ela de repente se torna um suspeito de assassinato. Ela se apaixona por Ji-wook. Ele finalmente a persegue quando percebe seus sentimentos por ela, mas ela é cética em aceitar seus sentimentos quando ela foi inicialmente rejeitada por ele.
- Choi Tae-joon como Ji Eun-hyuk[5]
  - Kwon Bin como Eun-hyuk (jovem)

Um advogado com relações familiares complicadas que teve uma adolescência particularmente dura. Uma vez melhores amigos de Ji-wook, ele agora é desprezado por ele.
- Kwon Na-ra como Cha Yoo-jung

Ex-namorada de Noh Ji-wook que cometeu um erro inesquecível, um promotor que tenta reconquistá-lo não importa o que aconteça.

### Elenco de apoio

#### Pessoas em volta de Noh Ji-wook
- Lee Deok-hwa como Byun Young-hee

O representante de uma grande empresa de advocacia e uma figura paterna para Ji-wook.
- Nam Ki-ae como Hong Bok-ja

Mãe adotiva de Ji-wook. Ela é uma boa amiga da mãe real de Ji Wook.
- Jo Seung-yeon como Noh Young-suk

O falecido pai de Ji-wook, que também era promotor.
- Jang Hyuk-jin como Bang Eun-ho

O braço direito do procurador de Justiça de Ji-wook.

#### Pessoas em volta de Eun Bong-hee
- Yoon Bok-in como Park Young-soon

Mãe de Bong-hee.
- Hwang Chan-sung como Jang Hee-joon[6]

Ex-namorado de Bong-hee. Ele morreu na casa de Bong-hee, que apontou como o principal suspeito.

#### Pessoas no Centro de Treinamento
- Kim Ye-won como Na Ji-hae[7]

Colega de classe e rival de Bong-hee. Mais tarde, ela se torna uma promotora e, eventualmente, amiga de Bong-hee
- Heo Joon-seok como Woo Hee-kyu
- Shim Eun-woo como Hong Cha-eun

#### Estendida
- Dong Ha como Jung Hyun-soo[8]

Uma vítima que foi acusada de assassinato que tem uma vibração semelhante ao caso de Bong-hee, mas tem uma identidade misteriosa que reside nele.
- Kim Hong-fa como Jang Moo-young

O pai de Jang Hee-joon e o Procurador Distrital do distrito Sunho.
- Jin Ju-hyung como Go Chan-ho

Um investigador forense que desapareceu depois de ter sido falsamente acusado de homicídio.
- Kim Kyung-jin como o cara que perturbou Bong-hee enquanto bebia (Ep. 1)
- Jung Yeon
- Choi Hong-il como vice-chefe do Ministério Público (Ep. 1-4)
- Kim Ki-nam como Procurador que trabalha com Jung Moo-young (Ep. 8)
- Seo Jin-wook como perito forense que testemunhou no tribunal (Ep. 4)
- Jo Won-hee como juiz
- Choi Ji-hoo
- Lee Da-jin

### Participações especiais
- Jang Won-young como Ji Ha-cheol (Ep. 1-2)
- Hong Seok-cheon como monge (Ep. 3)
- Park Sung-geun como pisca-pisca (Ep. 4)
- Jo Jung-sik como âncora de notícias Anchor
- Lee Shi-ah como Lee Na-eun (Ep. 6)
- Ji Il-joo como Jeon Sung-ho (Ep. 6)
- Kim Ye-joon como Kim Jae-hong (Ep. 32)

## Produção
Os primeiros títulos de trabalho para o drama foram Beware This Woman e Suspeito Romance. A primeira leitura do roteiro ocorreu em 4 de abril de 2017 no SBS Ilsan Production Center em Tanhyun, Coreia do Sul.
Os atores principais Ji Chang-wook e Nam Ji-hyun estrelaram Warrior Baek Dong-soo em 2011.

## Trilha sonora

### Parte 1
| N.º            | Título               | Artista        | Duração |  |
| 1.             | "Why you?" (너는 왜) | SEENROOT       | 03:36   |  |
| 2.             | "Why you?" (Inst.)   |                | 03:36   |  |
| Duração total: | Duração total:       | Duração total: | 07:02   |  |

### Parte 2
| N.º            | Título                             | Artista        | Duração |  |
| 1.             | "How Do I Say It?" (어떻게 말할까) | O.WHEN         | 04:27   |  |
| 2.             | "How Do I Say It?" (Inst.)         |                | 04:27   |  |
| Duração total: | Duração total:                     | Duração total: | 08:54   |  |

### Parte 3
| N.º            | Título                     | Artista        | Duração |  |
| 1.             | "The Same Day" (똑같은 날) | Ra.D           | 04:01   |  |
| 2.             | "The Same Day" (Inst.)     |                | 04:01   |  |
| Duração total: | Duração total:             | Duração total: | 08:02   |  |

### Parte 4
| N.º | Título                      | Artistas | Duração |  |
| 1.  | "How About You" (어떨까 넌) | CHEEZE   | 04:47   |  |
| 2.  | "How About You" (Inst.)     |          |         |  |

### Parte 5
| N.º            | Título                                 | Artista                    | Duração |  |
| 1.             | "Eye contact" (눈맞춤 (Acoustic Ver.)) | Kim E-Z (Ggot Jam Project) | 03:30   |  |
| 2.             | "Eye contact" (Full Ver.)              | Kim E-Z (Ggot Jam Project) | 03:46   |  |
| 3.             | "Eye contact" (Acoustic Ver. (Inst.))  |                            | 03:30   |  |
| 4.             | "Eye contact" (Full Ver. (Inst.))      |                            | 03:46   |  |
| Duração total: | Duração total:                         | Duração total:             | 14:32   |  |

### Parte 6
| N.º            | Título                               | Artista        | Duração |  |
| 1.             | "Breathing All Day" (숨쉬는 모든 날) | Bumkey         | 04:26   |  |
| 2.             | "Breathing All Day" (Inst.)          |                | 04:26   |  |
| Duração total: | Duração total:                       | Duração total: | 08:52   |  |

### Parte 7
| N.º            | Título                                 | Artista           | Duração |  |
| 1.             | "I've Got A Feeling" (정이 들어버렸어) | Kihyun (Monsta X) | 04:52   |  |
| 2.             | "I've Got A Feeling" (Inst.)           |                   | 04:52   |  |
| Duração total: | Duração total:                         | Duração total:    | 09:44   |  |

### Parte 8
| N.º            | Título                                 | Artista             | Duração |  |
| 1.             | "The Memory Of That Day" (그날의 기억) | Kim Jong-wan (Nell) | 03:36   |  |
| 2.             | "The Memory Of That Day" (Inst.)       |                     | 03:36   |  |
| Duração total: | Duração total:                         | Duração total:      | 07:12   |  |

### Parte 9
| N.º            | Título               | Artista        | Duração |  |
| 1.             | "Silly Love"         | Yoo Ha-jung    | 03:47   |  |
| 2.             | "Silly Love" (Inst.) |                | 03:47   |  |
| Duração total: | Duração total:       | Duração total: | 07:34   |  |

### Parte 10
| N.º            | Título                                                  | Artista        | Duração |  |
| 1.             | "101 Reasons Why I Like You" (네가 좋은 백 한가지 이유) | Ji Chang-wook  | 03:43   |  |
| 2.             | "101 Reasons Why I Like You" (Inst.)                    |                | 03:43   |  |
| Duração total: | Duração total:                                          | Duração total: | 07:26   |  |

## Classificações
Na tabela abaixo, os números azuis representam as audiências mais baixas e os números vermelhos representam as audiências mais elevadas.
| Episódio | Título                          | Data de transmissão | Audiência média | Audiência média              | Audiência média | Audiência média              |
| Episódio | Título                          | Data de transmissão | TNmS            | TNmS                         | AGB Nielsen     | AGB Nielsen                  |
| Episódio | Título                          | Data de transmissão | Em todo o país  | Região Metropolitana de Seul | Em todo o país  | Região Metropolitana de Seul |
| -------- | ------------------------------- | ------------------- | --------------- | ---------------------------- | --------------- | ---------------------------- |
| 1        | Hope for the Future             | 10 de maio de 2017  | 6.1% (19th)     | 7.4% (14th)                  | 6.3% (17th)     | 6.5% (14th)                  |
| 2        | Hope for the Future             | 10 de maio de 2017  | 6.8% (15th)     | 8.2% (8th)                   | 6.8% (13th)     | 6.9% (12th)                  |
| 3        | Take It                         | 11 de maio de 2017  | 6.3% (NR)       | 7.0% (NR)                    | 6.1% (NR)       | 5.8% (NR)                    |
| 4        | Take It                         | 11 de maio de 2017  | 7.0% (NR)       | 7.9% (18th)                  | 7.2% (18th)     | 7.7% (14th)                  |
| 5        | Restraining Order               | 17 de maio de 2017  | 6.9% (NR)       | 8.5% (12th)                  | 6.6% (NR)       | 6.8% (NR)                    |
| 6        | Restraining Order               | 17 de maio de 2017  | 7.4% (18th)     | 8.2% (15th)                  | 8.0% (13th)     | 8.5% (9th)                   |
| 7        | Reunion and Reunion             | 18 de maio de 2017  | 6.0% (NR)       | 6.6% (20th)                  | 6.8% (19th)     | 6.9% (18th)                  |
| 8        | Reunion and Reunion             | 18 de maio de 2017  | 6.0% (NR)       | 6.4% (NR)                    | 7.4% (14th)     | 7.8% (12th)                  |
| 9        | Humanity Becomes Hostage        | 24 de maio de 2017  | 6.5% (NR)       | 6.9% (NR)                    | 6.8% (20th)     | 7.2% (18th)                  |
| 10       | Humanity Becomes Hostage        | 24 de maio de 2017  | 7.4% (17th)     | 8.2% (14th)                  | 8.3% (11th)     | 8.7% (10th)                  |
| 11       | The Beginning That Hasn't Begun | 25 de maio de 2017  | 6.1% (NR)       | 6.8% (NR)                    | 7.1% (17th)     | 7.9% (13th)                  |
| 12       | The Beginning That Hasn't Begun | 25 de maio de 2017  | 6.5% (NR)       | 6.6% (20th)                  | 7.8% (14th)     | 8.5% (11th)                  |
| 13       | Alibi                           | 31 de maio de 2017  | 6.9% (18th)     | 7.7% (15th)                  | 7.5% (16th)     | 8.2% (13th)                  |
| 14       | Alibi                           | 31 de maio de 2017  | 7.9% (15th)     | 9.0% (10th)                  | 9.3% (8th)      | 10.0% (8th)                  |
| 15       | Untruthful Truth Game           | 1 de junho de 2017  | 7.2% (17th)     | 8.3% (14th)                  | 8.4% (13th)     | 8.6% (11th)                  |
| 16       | Untruthful Truth Game           | 1 de junho de 2017  | 7.8% (16th)     | 8.9% (12th)                  | 9.3% (11th)     | 9.6% (8th)                   |
| 17       | Eun Bong-hee's Prime            | 7 de junho de 2017  | 7.3% (17th)     | 7.5% (13th)                  | 8.4% (13th)     | 9.1% (10th)                  |
| 18       | Eun Bong-hee's Prime            | 7 de junho de 2017  | 7.7% (NR)       | 8.1% (NR)                    | 9.8% (8th)      | 10.2% (7th)                  |
| 19       | Truth vs. Secret                | 8 de junho de 2017  | 7.3% (17th)     | 7.3% (16th)                  | 8.0% (12th)     | 8.5% (10th)                  |
| 20       | Truth vs. Secret                | 8 de junho de 2017  | 8.3% (11th)     | 8.4% (10th)                  | 9.6% (9th)      | 10.2% (8th)                  |
| 21       | In This Limited World           | 14 de junho de 2017 | 7.0% (NR)       | 8.2% (13th)                  | 7.7% (14th)     | 8.3% (9th)                   |
| 22       | In This Limited World           | 14 de junho de 2017 | 7.8% (16th)     | 8.7% (9th)                   | 9.1% (7th)      | 9.8% (6th)                   |
| 23       | 48 Hours Later                  | 15 de junho de 2017 | 6.9% (19th)     | 7.6% (13th)                  | 7.8% (14th)     | 8.2% (10th)                  |
| 24       | 48 Hours Later                  | 15 de junho de 2017 | 7.6% (16th)     | 8.1% (10th)                  | 9.4% (7th)      | 9.8% (6th)                   |
| 25       | Attributable Reasons            | 21 de junho de 2017 | 6.6% (20th)     | 6.7% (16th)                  | 9.0% (9th)      | 10.3% (8th)                  |
| 26       | Attributable Reasons            | 21 de junho de 2017 | 7.8% (15th)     | 8.5% (9th)                   | 10.5% (7th)     | 11.7% (5th)                  |
| 27       | The Memory of That Day          | 22 de junho de 2017 | 7.5% (16th)     | 7.9% (13th)                  | 8.4% (11th)     | 8.8% (10th)                  |
| 28       | The Memory of That Day          | 22 de junho de 2017 | 8.0% (15th)     | 8.1% (12th)                  | 9.7% (8th)      | 10.4% (8th)                  |
| 29       | Postponement                    | 28 de junho de 2017 | 6.1% (NR)       | 7.9% (13th)                  | 6.7% (17th)     | 7.2% (13th)                  |
| 30       | Postponement                    | 28 de junho de 2017 | 6.7% (17th)     | 8.0% (10th)                  | 8.6% (9th)      | 9.5% (7th)                   |
| 31       | The Discovery of a Memory       | 29 de junho de 2017 | 6.3% (NR)       | 7.3% (14th)                  | 7.7% (14th)     | 8.4% (9th)                   |
| 32       | The Discovery of a Memory       | 29 de junho de 2017 | 6.8% (17th)     | 7.8% (11th)                  | 8.6% (10th)     | 9.1% (8th)                   |
| 33       | Testing the Waters              | 5 de julho de 2017  | 6.9% (NR)       | 7.5% (16th)                  | 7.2% (17th)     | 7.8% (13th)                  |
| 34       | Testing the Waters              | 5 de julho de 2017  | 7.2% (20th)     | 7.4% (17th)                  | 9.2% (7th)      | 9.8% (7th)                   |
| 35       | Return                          | 6 de julho de 2017  | 7.3% (19th)     | 8.8% (13th)                  | 8.0% (17th)     | 8.5% (9th)                   |
| 36       | Return                          | 6 de julho de 2017  | 7.9% (17th)     | 9.4% (10th)                  | 9.2% (9th)      | 9.9% (7th)                   |
| 37       | In Court                        | 12 de julho de 2017 | 6.9% (20th)     | 7.7% (19th)                  | 7.2% (16th)     | 7.4% (15th)                  |
| 38       | In Court                        | 12 de julho de 2017 | 8.0% (17th)     | 8.7% (13th)                  | 9.2% (8th)      | 9.4% (7th)                   |
| 39       | Return to the Daily Life        | 13 de julho de 2017 | 8.6% (15th)     | 9.5% (10th)                  | 8.5% (12th)     | 9.0% (9th)                   |
| 40       | Return to the Daily Life        | 13 de julho de 2017 | 8.7% (14th)     | 8.9% (13th)                  | 9.5% (8th)      | 10.2% (6th)                  |
| Média    | Média                           | Média               | 7.2%            | 7.9%                         | 8.2%            | 8.7%                         |

## Prêmios e indicações
| Ano  | Prêmio             | Categoria                                                               | Trabalho nomeado            | Resultado | Ref.   |
| ---- | ------------------ | ----------------------------------------------------------------------- | --------------------------- | --------- | ------ |
| 2017 | Korea Drama Awards | Prêmio de excelência, atriz (Drama)                                     | Nam Ji-hyun                 | Indicado  |        |
| 2017 | SBS Drama Awards   | Prêmio de excelência de topo, ator em um drama de quarta a quinta-feira | Ji Chang-wook               | Indicado  | [ 14 ] |
| 2017 | SBS Drama Awards   | Prêmio de excelência, ator em um drama de quarta a quinta-feira         | Choi Tae-joon               | Indicado  | [ 14 ] |
| 2017 | SBS Drama Awards   | Prêmio de excelência, atriz em um drama de quarta a quinta-feira        | Nam Ji-hyun                 | Venceu    | [ 14 ] |
| 2017 | SBS Drama Awards   | Melhor nova atriz                                                       | Kwon Na-ra                  | Indicado  | [ 14 ] |
| 2017 | SBS Drama Awards   | Melhor atriz coadjuvante                                                | Kim Ye-won                  | Indicado  | [ 14 ] |
| 2017 | SBS Drama Awards   | Melhor casal                                                            | Ji Chang-wook e Nam Ji-hyun | Indicado  | [ 14 ] |

## Transmissão internacional
- Em Taiwan, o drama começou a ser transmitido ao mesmo tempo que a transmissão em coreano no aplicativo da KKTV e começou a ser exibido no LTV a partir de 3 de junho de 2017.[15]
- Em Singapura, Malásia e Indonésia, o drama começou a ser exibido 24 horas após sua transmissão original sul-coreana na One TV Asia, em 11 de maio de 2017.[16]
- Nas Filipinas, foi confirmado que a série será exibida em 6 de maio de 2019 como parte do The Heart of Asia, da GMA Network, sob o título Love In Trouble.